# Torvald Gahlin
Torvald Gahlin (né le 14 mars 1910 à Göteborg et mort le 14 février 2006) est un auteur de bande dessinée suédois connu pour ses comic strips humoristiques Klotjohan (1934-1970) et Fredrik (1934-1973).

## Distinction
- 1970 : prix Adamson du meilleur auteur suédois pour l'ensemble de son œuvre